# St. Maria (Keferloh)

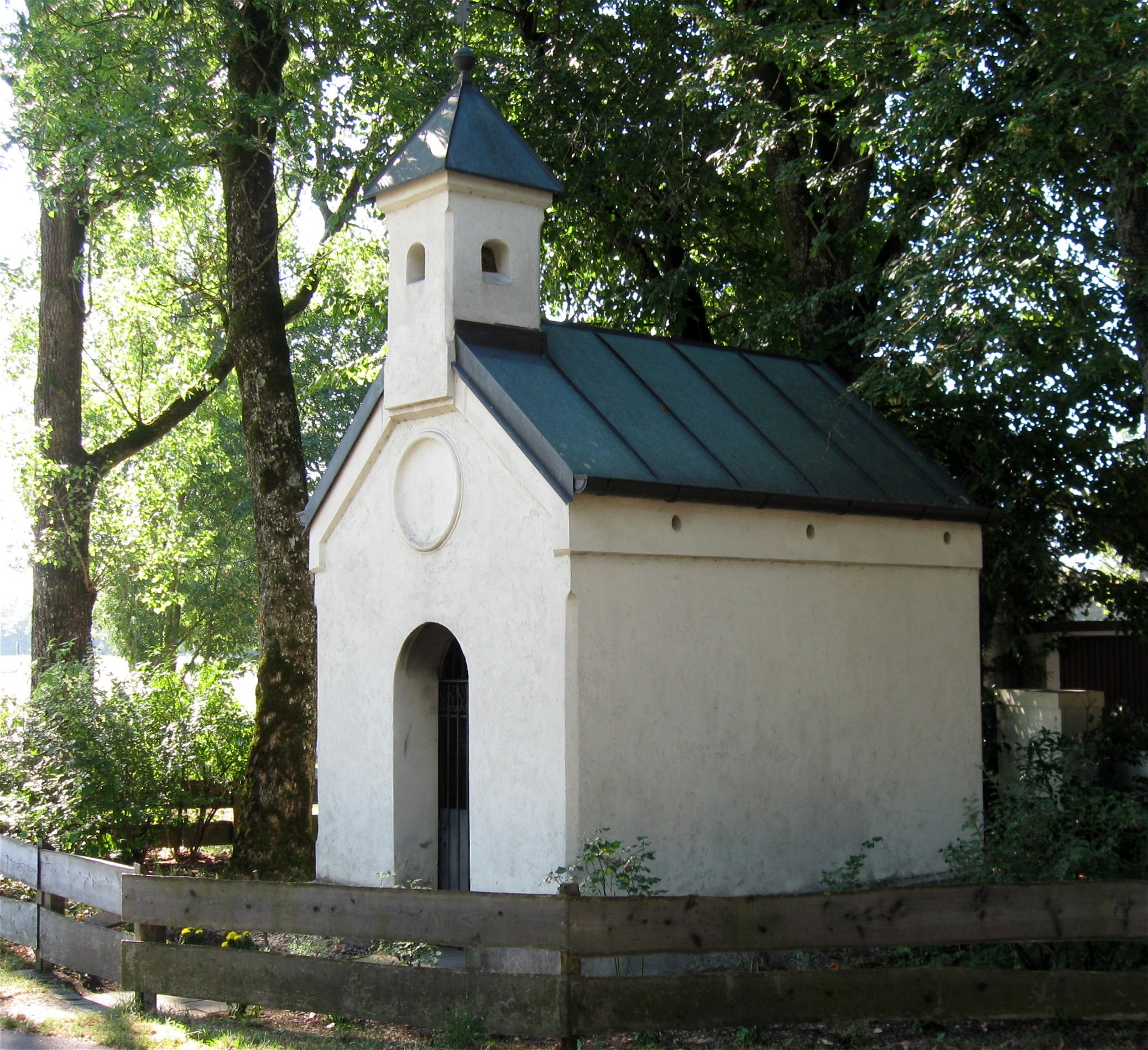
St. Maria in Keferloh

St. Maria  ist eine Kapelle der römisch-katholischen Kirche in Keferloh, einem Ortsteil der oberbayerischen Gemeinde Grasbrunn im Landkreis München. Die Kapelle ist Maria, der Mutter Jesu geweiht. Das Bauwerk ist als Baudenkmal in die Bayerische Denkmalliste eingetragen.

## Beschreibung
Die Kapelle liegt neben dem Gut Keferloh etwa 150 Meter östlich der romanischen Ägidiuskirche. Sie wurde 1872 von der Bäuerin des Guts Keferloh errichtet. 1984 kam sie in den Besitz der Gemeinde Grasbrunn und wurde restauriert, 1985 erfolgte die erneute Weihe.
Die Kapelle ist ein einschiffiger, etwa 4 × 3 Meter großer Bau mit einer Apsis. Sie ist etwa in Nordost-Südwest-Richtung ausgerichtet mit der Eingangsseite im Nordosten und der Apsis im Südwesten. Sie trägt ein Satteldach, auf dessen Dachfirst an der Eingangsseite ein quadratischer Dachreiter mit Zeltdach sitzt.
Im Inneren hat die Kapelle ein Tonnengewölbe. Die Apsis ist einer Lourdesgrotte nachgebildet. An der Seitenwand hängen ein Epitaph und ein Bildmedaillon der Stifterin.